# 阿拉蕾

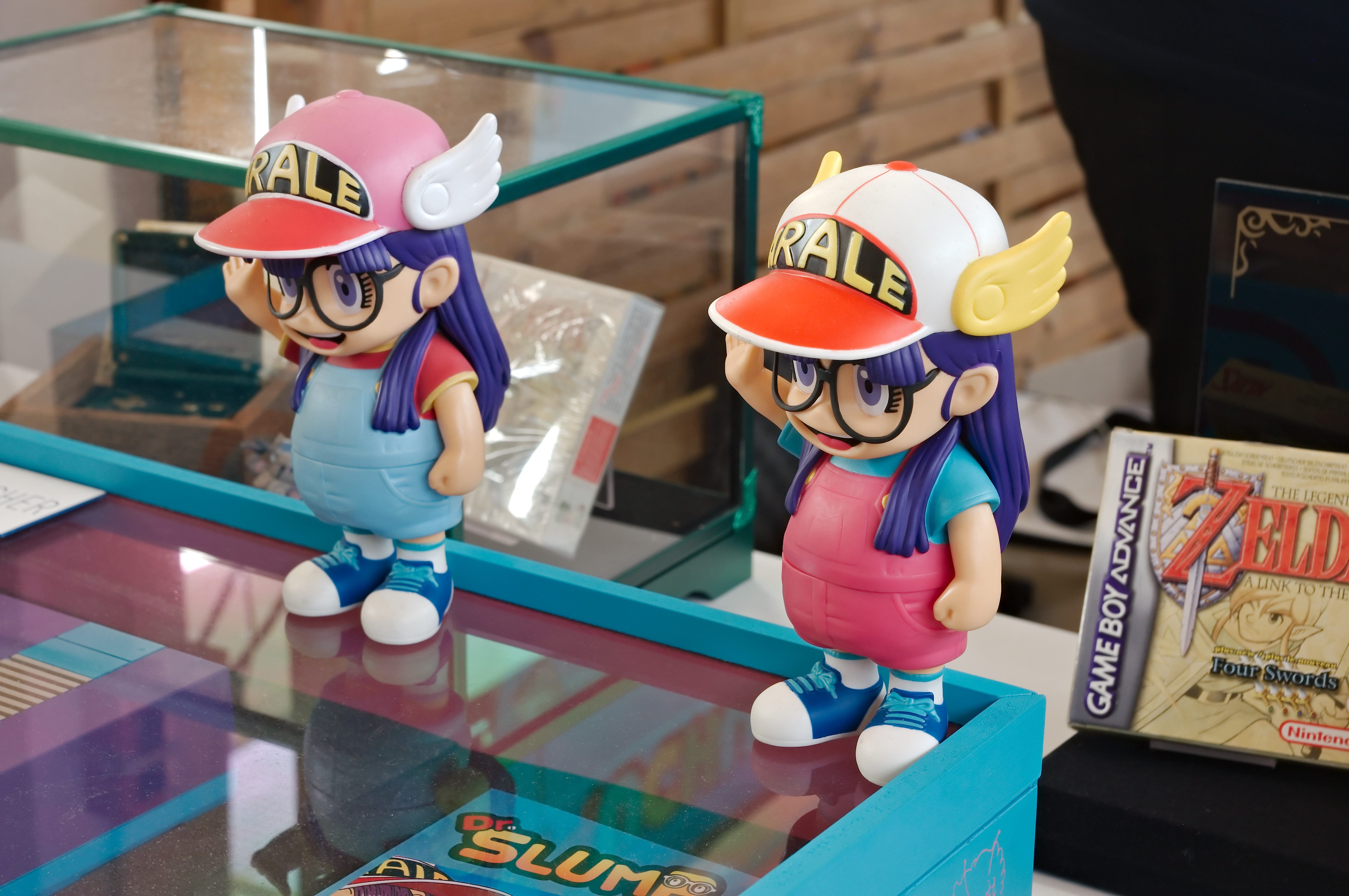
阿拉蕾手办

則卷阿拉蕾，是日本漫畫家鳥山明作品《怪博士與機器娃娃》的角色之一，日本海外譯名有香港版的「小雲」與臺灣舊版的「丁小雨」。

## 介紹
阿拉蕾是則卷千兵衛製造的仿真機械人，機器人身分曾經不小心曝光，但村民認為機器人不可能長這樣子而安全過關。早期身高如同一般國中生，後來明顯矮上不少（作者還曾因為有讀者提問，而特意解釋是因為阿拉蕾有多個後備身體之故），也有高強學習能力，但只有幼稚園生的心靈年齡（村內同齡的人大都如此），且力大無窮，但毀滅多於建設。而因為自身不會成長的緣故，曾經抱怨過自己的貧乳。喜愛玩弄地上的大便或將頭顱、身體分離，超級頑皮。由於在製造阿拉蕾的過程發生小故障，影響視力，所以得要佩戴眼鏡。須喝一種名為「機械維他命A」的飲品，否則無法補充能源。被罵時、被責打時常作出「吐舌頭」的動作。這角色亦曾在《七龍珠》及《七龍珠超》登场过。

## 配音員
- 日本配音員：小山茉美（第一作時期與七龍珠超）→川田妙子（第二作）
- 台灣配音員：林凱羚（第一作・衛視中文台版本）、陳曉月（第一作・華視版本）、林美秀（第二作）、賀世芳（七龍珠）、石薇（七龍珠超）
- 香港配音員：孫明貞（TVB版 初代、寰宇DVD）、黃麗芳（EMI錄影帶版）、曾佩儀（愛子動畫VCD版）、林元春（安樂版・劇場版7、劇場版9）、鄭麗麗（TVB版・劇場版7、7-11廣告）、張頌欣（TVB版・曳曳IQ博士、新IQ博士）
- 中國大陸配音員：劉藝（遼藝）

## 社會影響
阿拉蕾這一角色在當時衍生出不少社會文化現象，如阿拉蕾所戴的黑色大框眼鏡就被稱為「阿拉蕾眼鏡」，在年輕人中廣為流行；阿拉蕾的口頭禪如「吼唷唷」等在學生中廣為流行，被稱為「阿拉蕾語」。